# РусЛайн
Авиакомпания «РусЛайн» (юридическое название — АО АК «РусЛайн») — российская авиакомпания, выполняющая регулярные, чартерные и перевозки деловой авиации из московского аэропорта Внуково и других городов по России, в страны СНГ и дальнего зарубежья.

## История
История авиакомпании «РусЛайн» началась 2 июня 1997 года как оператора чартерных авиаперевозок с собственным парком воздушных судов и полностью укомплектованным персоналом с последующим получением собственного Сертификата эксплуатанта (2003 год).
В 2007 году компания первой в России получила разрешение и начала эксплуатацию регионального самолёта Bombardier CRJ 100/200. В 2009 году начата реализации долгосрочной стратегии развития региональных перевозок. В 2010 году на основе поглощения авиакомпании «Волга-Авиаэкспресс» и создания совместной с аэропортом «Кольцово» программы полётов из Екатеринбурга, созданы 2 дополнительных хаба в Екатеринбурге и Волгограде.
В 2010 году авиакомпания «РусЛайн» начала интеграцию в международную систему продаж «Amadeus». Перевозчику был присвоен код — 7R в системе Международной ассоциации воздушного транспорта (ИАТА). Были заключены код-шеринговые соглашения, по которым партнёрами компании стали «Уральские авиалинии» и «Саратовские авиалинии».
По итогам международного профессионального конкурса SkyService 2017 с участием 21 команды, команда Руслайн заняла 3 место.

С 21 марта 2018 года авиакомпания «РусЛайн» перевела свои рейсы из Домодедово во Внуково.

## Маршрутная сеть
Маршрутная сеть авиакомпании по состоянию на март 2014 года насчитывает 49 направлений, объединяющих 54 пункта назначения в трёх странах мира.
Авиакомпания базируется в Москве-Внуково. Кроме того воздушные суда АК «РусЛайн» базируются в аэропортах Екатеринбурга (Кольцово), Тюмени (Рощино), и Санкт-Петербурга (Пулково), что позволяет выполнять полёты в региональные аэропорты городов Воркута, Иваново, Ижевск, Йошкар-Ола, Казань, Котлас, Махачкала, Оренбург, Пермь, Пенза, Самара, Саранск, Сыктывкар, Тамбов (Донское), Уфа, Челябинск, Ярославль.
С 1 февраля 2016 года из Тюмени открылось двенадцать регулярных направлений в Горно-Алтайск, Казань, Краснодар, Красноярск, Минеральные воды, Надым, Новосибирск, Омск, Ростов-на-Дону, Самару, Томск и Уфу.
В период осенне-зимней навигации (2016-2017) авиакомпания «РусЛайн» предлагала трансферные перелёты через Екатеринбург или Тюмень.
С 6 января 2022 года авиакомпания начала выполнять регулярные рейсы из Нового Уренгоя в Калугу. В 2022 году авиакомпания прекратила рейсы в Курск, Белгород, Липецк, Краснодар, Ростов-на-Дону, Элисту, Воронеж, Симферополь и Геленджик в связи с закрытием этих аэропортов. 17 мая 2022 года был открыт рейс из Иваново в Калининград. C 20 июля 2022 авиакомпания приступила к выполнению рейсов из Сыктывкара в Казань и Архангельск.
В 2023 году авиакомпания впервые начала выполнять рейсы из подмосковного аэропорта Жуковский. 
С 2 мая 2024 года открыла полёты по направлению Котлас – Москва (Жуковский).  C 18 октября 2024 года начали выполняться рейсы по маршруту Ярославль – Москва (Внуково).

## Флот
Первоначальную основу флота составляли Ту-134 и Як-40. С 2011 флот состоит в основном из CRJ100/200.
В период с апреля 2012 по апрель 2013 года компанией эксплуатировались два Airbus A319.
В период с июля 2011 по июль 2015 года компанией эксплуатировались Embraer 120 Brasilia.
По состоянию на июнь 2023 года размер флота АО «Авиационная компания "РусЛайн"» составляет 11 самолётов. Средний возраст самолетов на июнь 2023 года составляет 22,9 лет.